# Gurukulanagenahalli, Chik Ballapur
Gurukulanagenahalli là một làng thuộc tehsil Chik Ballapur, huyện Kolar, bang Karnataka, Ấn Độ.